# 新世紀百貨
新世纪百货是一家中国百货公司。

## 历史
1995年1月29日建立，隶属于重庆商社集团。主要服务地区为重庆、四川。。